# District de Bannu
Le district de Bannu (en ourdou : ضلع بنوں ; en pachto : بنو) est une subdivision administrative de la province de Khyber Pakhtunkhwa au Pakistan. Constitué autour de sa capitale Bannu, le district est entouré par le district de Karak à l'est, le district de Lakki Marwat au sud, et les régions tribales à l'ouest et au nord, qui comprennent les deux agences du Waziristan du Sud et du Waziristan du Nord.
Créé en 1861, le district de Bannu est peuplé de 1,4 million d'habitants en 2023, surtout des Pachtounes. C'est une région montagneuse et rurale, peu développée et éloignée des grands centres économiques du Pakistan. Elle connait pourtant une explosion démographique. Le district est un fief politique du parti islamiste Jamiat Ulema-e-Islam (F) et de son chef Fazal-ur-Rehman. Le district a aussi été touché par les attentats et opérations militaires liés à l'insurrection islamiste.

## Histoire
La région de Bannu a été sous la domination de diverses puissances au cours de l'histoire, notamment le Sultanat de Delhi puis l'Empire moghol, sous lequel la tribu pachtoune Durranis s'étend sur Bannu. Cette dernière a ensuite été prise par l'Empire sikh en 1818, puis en 1848, elle est conquise par le Raj britannique. À ce moment-là, l'actuel district est inclus au sein de celui de Dera Ismail Khan. Il devient un district séparé en 1861. La ville de Bannu a été fondée en 1848 par Herbert Benjamin Edwardes et devient une place importante pour les Britanniques, qui y installent une base militaire et une prison. 
En 1947, Bannu est intégré au Pakistan à la suite de la partition des Indes, bien que la zone ait longtemps soutenu le mouvement Khudai Khidmatgar qui s'était opposé au mouvement pour le Pakistan.

## Géographie

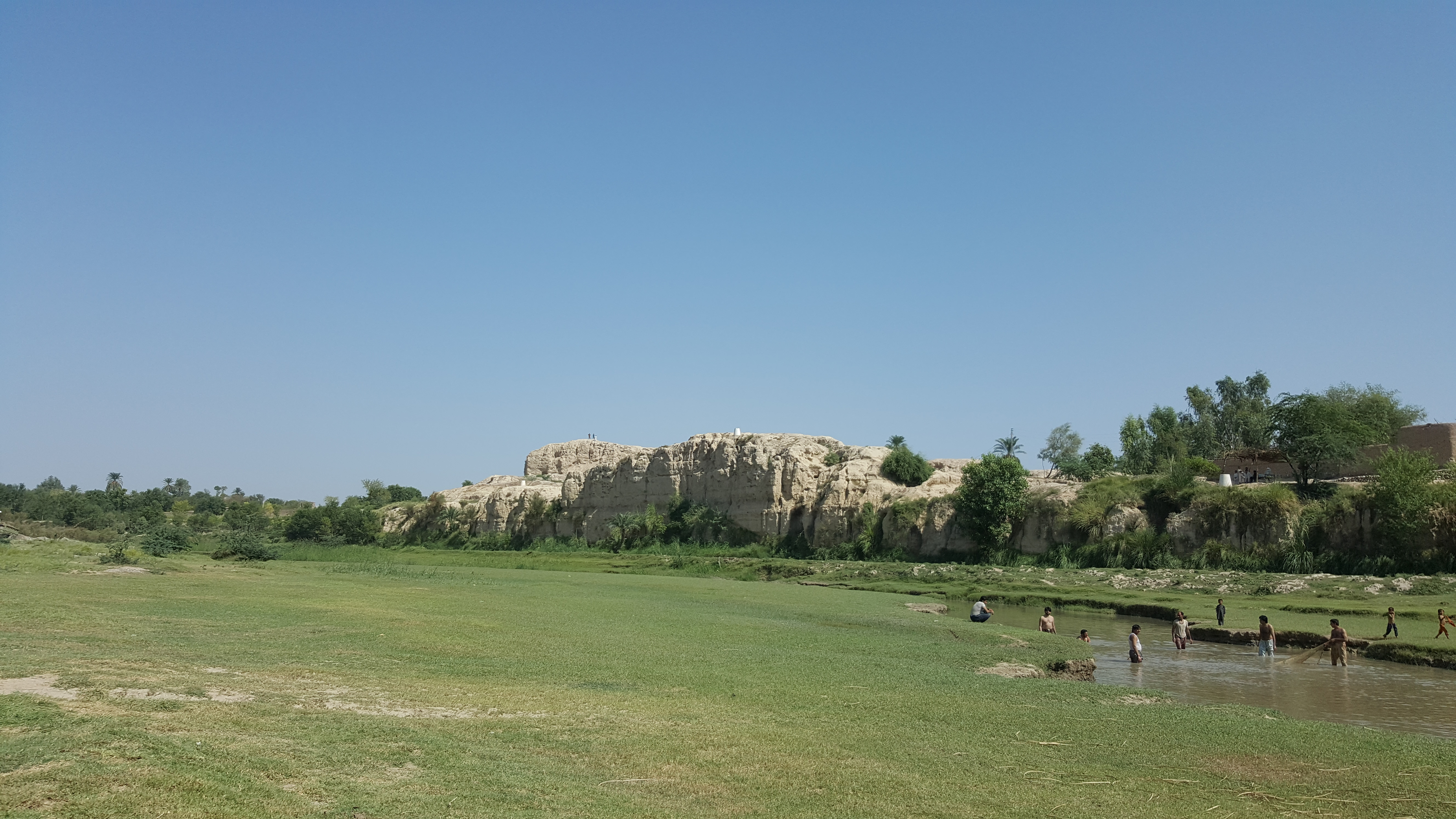
Site archéologique d'Akra, dans le district.

Le district de Bannu est traversé par les rivières Kurram et Gambila qui se rejoignent non loin, dans le district voisin de Lakki Marwat. Elles prennent leur source à l'ouest, en Afghanistan, et traversent le Waziristan avant de se jeter dans l'Indus. Ces cours d'eau forment ainsi une vallée dans Bannu, entourée des montagnes Sulaiman. 
On trouve dans le district le site archéologique d'Akra.

## Croissance démographique
Lors du recensement de 1998, la population du district a été évaluée à 677 346 personnes, dont 7 % d'urbains, contre 33 % au niveau national et 17 % au niveau provincial. Le taux d'alphabétisation était de 32 % environ, soit moins que la moyenne nationale de 44 % et la moyenne provinciale de 35 %. Il se situait à 51 % pour les hommes et 12 % pour les femmes, soit un différentiel de 39 points, bien supérieur aux 23 points pour l'ensemble du pays ainsi qu'à celui de la province de 32 points,.
Le recensement suivant mené en 2017 pointe une population de 1 167 892 habitants, soit une croissance annuelle de 2,92 %, supérieure aux moyennes provinciale et nationale de 2,89 % et 2,4 % respectivement. Le taux d'urbanisation baisse à 4,3 %. 
En 2023, la population rurale continue de fortement progresser et le district atteint 1,36 million d'habitants, l'urbanisation régressant encore à 3,6 %. L'alphabétisation est bien inférieure à la moyenne de la province, à 42 % contre 51 %, dont 58 % pour les hommes et 24 % pour les femmes. Signe de la vitalité démographique du district, 16,8 % de la population est âgée de moins de cinq ans, contre 15,6 % pour la province et 15,2 % pour le pays.

## Langues et religions

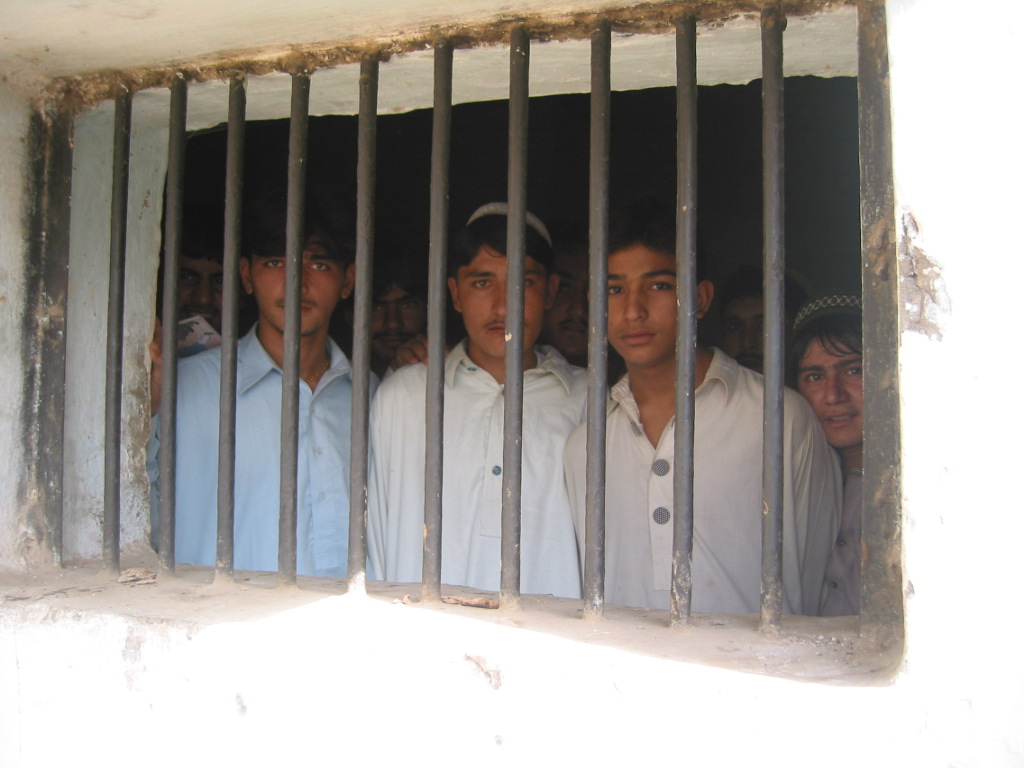
Prison de Bannu.

La population du district est très majoritairement d'ethnie pachtoune et la langue la plus parlée est le pachto, à 99,1 % selon le recensement de 2023, mais on trouve également de petites minorités parlant ourdou (0,3 %) et pendjabi (0,3 %). 
La population du district est très largement musulmane à 99,6 % en 2023, les minorités religieuses sont faiblement représentées : 0,36 % de chrétiens, soit 5 000 fidèles et 279 hindous. Avant 1947, les hindous et les sikhs étaient nombreux, dans le territoire qui correspondait alors à l'actuel district. En 1947, plus de 90 % des hindous et des sikhs du district partirent en Inde, malgré les interventions du mouvement Khudai Khidmatgar qui était alors opposé à la partition des Indes et à la création du Pakistan. Lors de la partition des Indes, les violences furent moins nombreuses contre les minorités religieuses dans le district en comparaison aux violences observées ailleurs.

## Administration

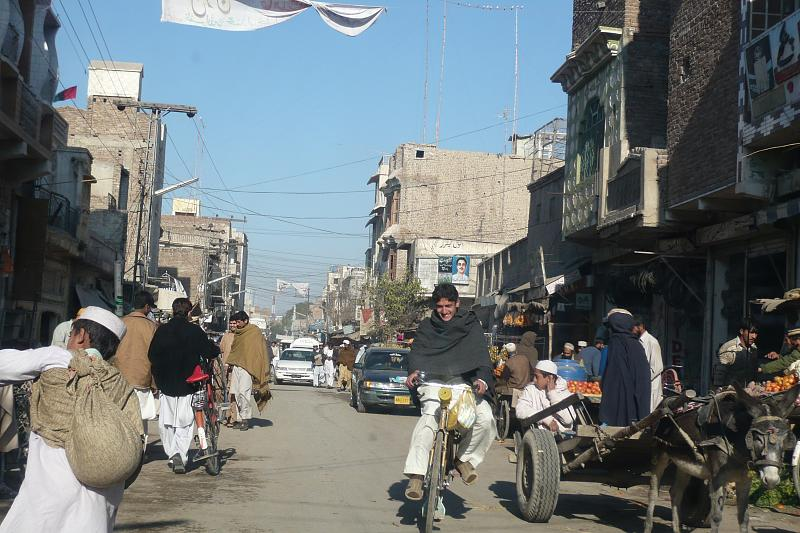
La ville de Bannu en 2008.

Le district est divisé en deux tehsils, Bannu et Domel, ainsi que 36 Union Councils. Le district compte seulement une ville d'après le recensement de 2023. Il s'agit de la capitale Bannu, qui regroupe à elle seule près de 5 % de la population totale du district et toute la population urbaine, selon le recensement de 2023.
| Ville | Population (rec. 2023) |
| ----- | ---------------------- |
| Bannu | 48 398                 |

## Économie et transports
La population du district de Bannu est principalement rurale et pauvre. Elle vit ainsi principalement de l'agriculture. Peu d'industries sont présentes, alors que la zone est éloignée des centres économiques et des principaux axes de transports. Toutefois, une ligne ferroviaire dessert la ville de Bannu, la reliant à la ville voisin de Tank. 

## Conflit militaire
À cause de sa proximité avec les régions tribales, et notamment le Waziristan, le district de Bannu est au centre de l'insurrection islamiste. Les deux agences voisines du Waziristan du Sud et du Waziristan du Nord sont des fiefs pour les talibans afghans et des groupes djihadistes pakistanais, dont le plus important le Tehrik-e-Taliban Pakistan (TTP). En juin 2009, le district de Bannu est touché par l'opération Rah-e-Nijat de l'armée pakistanaise qui se concentre dans le Waziristan du Sud. Il est aussi particulièrement touché par de nombreux attentats à la bombe durant cette période. L'un des plus violents a eu lieu le 12 janvier 2011 quand une voiture piégée tue 17 personnes en visant un poste de police et est revendiqué par le TTP.

## Politique

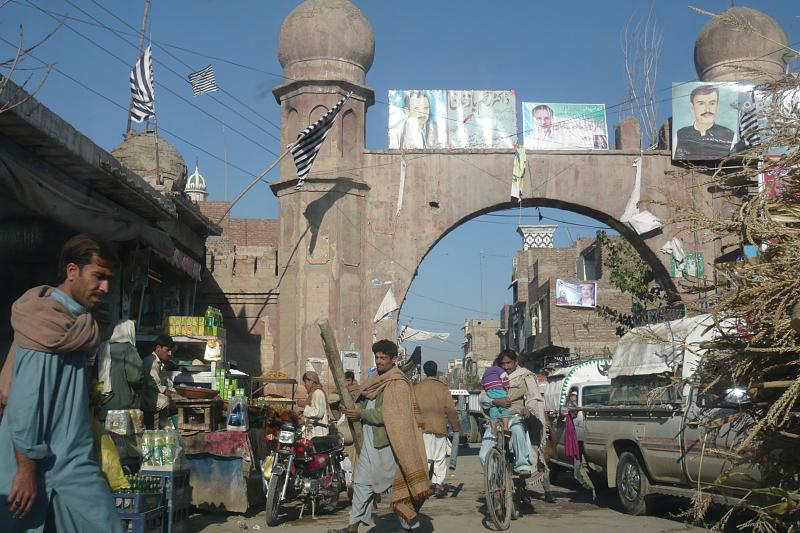
Une rue de la ville de Bannu, le 20 janvier 2008. En plein contexte de campagne électorale, on aperçoit des drapeaux de la Jamiat Ulema-e-Islam (F) et des portraits de candidats.

Le district de Bannu correspond à la circonscription no 26 de l'Assemblée nationale et quatre circonscriptions à l'Assemblée provinciale de Khyber Pakhtunkhwa.
Il est un fief important de la Jamiat Ulema-e-Islam (F), un parti islamiste (sur l'image à droite, on aperçoit d'ailleurs le drapeau noir et blanc du parti). Au cours des élections législatives de 2008, c'est le chef de ce parti, Fazal-ur-Rehman, qui a remporté le scrutin avec environ 56 % des voix face à cinq autres candidats et un taux de participation d'environ 43 %. Lors des élections législatives de 2013 et 2002, c'est un autre candidat du même parti qui a remporté le scrutin. Il faut toutefois noter qu'aucun grand parti n'avait présenté de candidat dans cette circonscription en 2002 et 2008, ni même le parti local séculier, le Parti national Awami.
Quant aux élections provinciales qui se déroulent en même temps, le siège représentant la ville de Bannu a été remporté par un candidat du même parti en 2002, 2008 et 2013. En 2008, le candidat du parti y remporte 62 % des voix et 54 % en 2013. En 2002, deux grands partis, la Ligue musulmane du Pakistan (Q) et la Ligue musulmane du Pakistan (N) étaient arrivés second et troisième. En revanche, le Mouvement du Pakistan pour la justice réussit à percer en 2013 en réunissant 44 % des voix. Le Parti du peuple pakistanais ne s'y présente pour aucun des trois scrutins.
| Parti                                        | Voix (provincial) | %       | Élus nationaux | Élus provinciaux |
| -------------------------------------------- | ----------------- | ------- | -------------- | ---------------- |
| Mouvement du Pakistan pour la justice        | 92 895            | 40,63 % | 1              | 2                |
| Muttahida Majlis-e-Amal                      | 74 015            | 32,37 % | 0              | 1                |
| Parti du peuple pakistanais                  | 23 205            | 10,15 % | 0              | 1                |
| Parti national Awami                         | 13 460            | 5,89 %  | 0              | 0                |
| Parti Qaumi Watan                            | 9 485             | 4,15 %  | 0              | 0                |
| Autres partis                                | 751               | 0,33 %  | 0              | 0                |
| Indépendants                                 | 14 817            | 6,48 %  | 0              | 0                |
| Total exprimés (participation : 42,55 %)     | 228 628           | 100 %   | 1              | 4                |
| Source : Commission électorale du Pakistan,. |                   |         |                |                  |